# St.-Johannis-Kirche (Sassnitz)

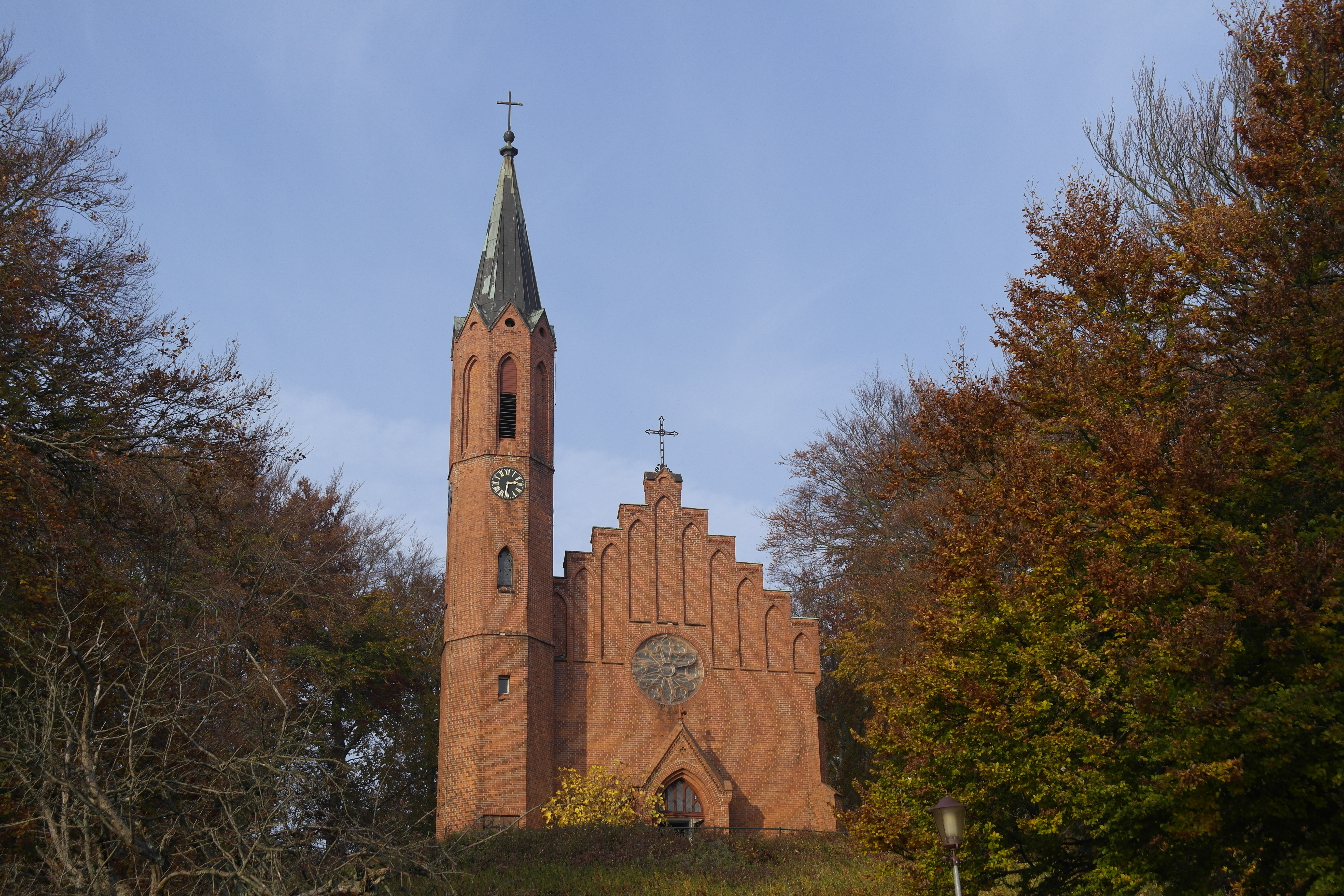
St.-Johannis-Kirche

Die St.-Johannis-Kirche in Sassnitz auf der Insel Rügen ist ein aus dem 19. Jahrhundert stammendes Kirchengebäude.

## Geschichte

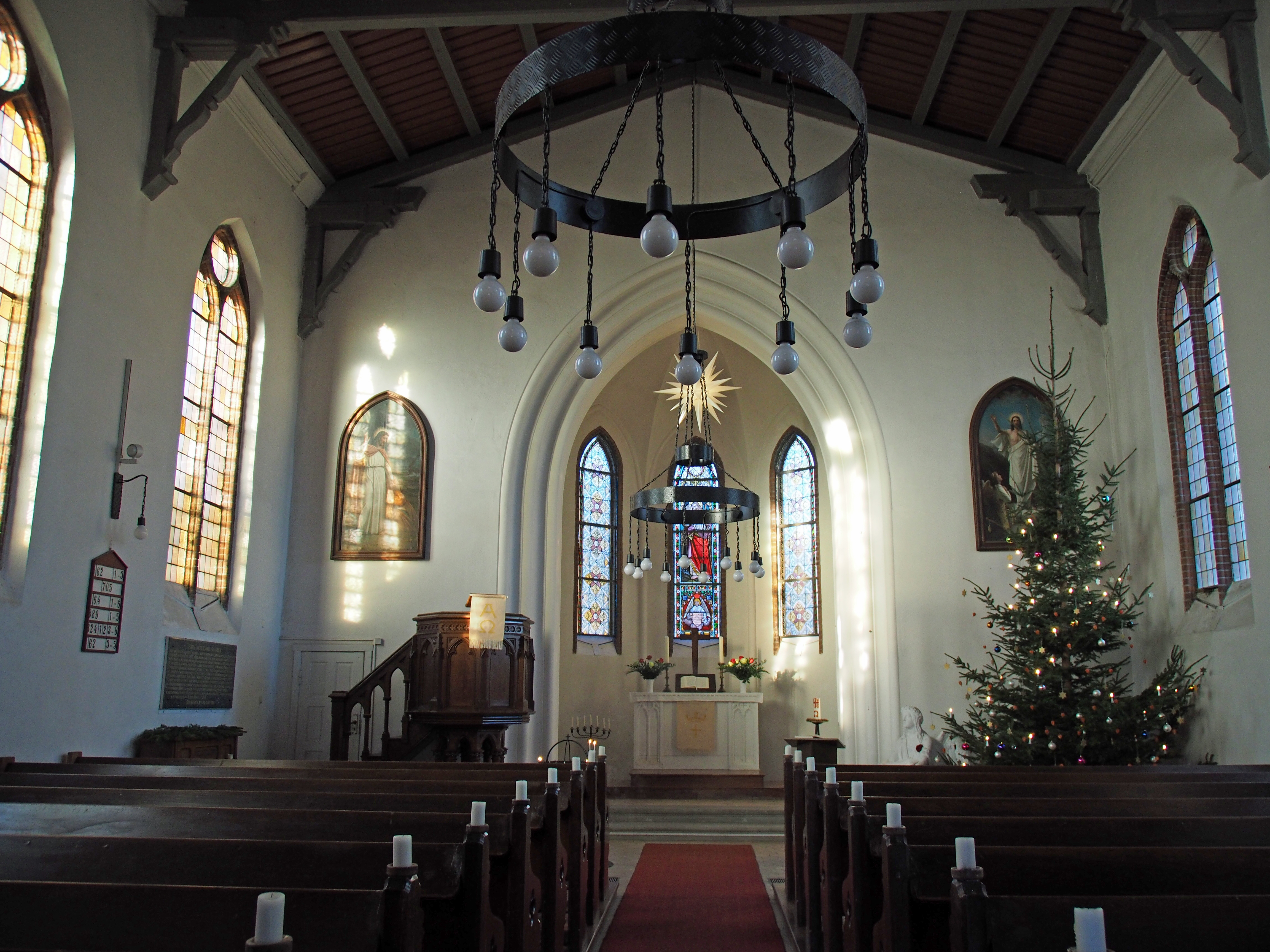
Innenraum mit Altar

Im Jahr 1867 fand in der sogenannten Waldkirche ein erster Gottesdienst statt. Hierbei handelte es sich um einen Platz im Wald, ausgestattet mit einem Altar aus Erde und im Halbkreis darum stehenden Rasenbänken.
Im Jahr 1880 wurde nach Plänen von Adolf Gerstenberg mit dem Bau der Kirche begonnen. 1883 wurde die Kirche fertiggestellt und am 24. Juli des Jahres eingeweiht. Sie wurde Johannes dem Täufer geweiht. Im Jahr 1886 erhielt die Kirche zwei Glocken. Im Jahr 1903 wurde ein Friedhof angelegt. Im selben Jahr wurde auch die Auferstehungskapelle errichtet. Während des Ersten Weltkriegs wurden die Glocken zu Kriegszwecken eingeschmolzen; 1924 erhielt die Kirche eine neue Glocke, bald auch eine weitere.
Nach einer dreijährigen Restaurierung wurde die Kirche am 9. Juli 1962 wieder eingeweiht. Bei dieser Restaurierung wurden Engel, Leuchter, Bilder und Wandschmuck zugunsten einer modernen Nüchternheit entfernt. Im Jahr 1991 wurde die Kirche komplett saniert. Dabei wurden auch die alten Leuchter nachgebaut, die Bilder restauriert und die Uhr und der Glockenmotor repariert sowie eine Kirchenheizung eingebaut. In der Thorvaldsen-Werkstatt in Kopenhagen wurde der in den 1960er Jahren entfernte Engel nachgebaut und im Jahr 2002 zum Johannisfest in der Kirche befestigt.

## Beschreibung
Die St.-Johannis-Kirche ist ein neugotischer, einschiffiger Backsteinbau mit einem 33 Meter hohen, seitlich angesetzten, achteckigen Kirchturm. Sie steht auf einer Anhöhe zwischen Sassnitz und Crampas an der Stubbenkammerstraße.

## Ausstattung
Die Kirche verfügt über ein Kruzifix und eine dem Hildesheimer Messbuch nachgestaltete Prachtbibel.

### Orgel

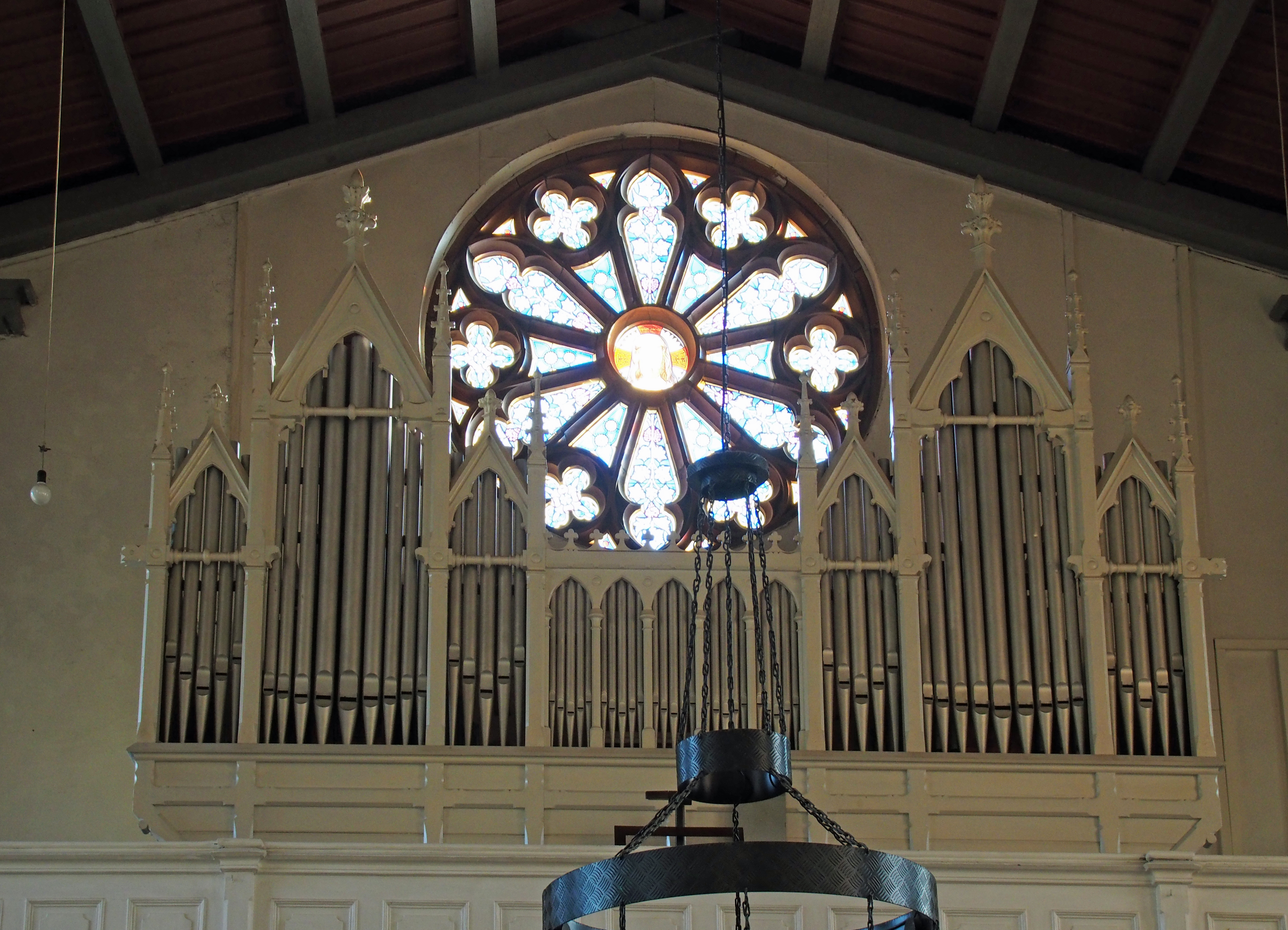
Die Orgel

Die Orgel der Kirche wurde 1899 von der Berliner Firma Dinse gefertigt; während des Ersten Weltkriegs wurden die Zinn-Prospektpfeifen eingeschmolzen. Das Instrument wurde 1993 durch die Firma Orgelbau- und Restaurierungswerkstatt Rainer Wolter instand gesetzt. Das Registerkanzellenladen-Instrument hat 13 Register auf zwei Manualen und Pedal. Die Trakturen sind pneumatisch.
| I Hauptwerk C–f3 |            |       |
| 1.               | Prinzipal  | 8′    |
| 2.               | Hohlflöte  | 8′    |
| 3.               | Oktave     | 4′    |
| 4.               | Rohrquinte | 2 ⁄3′ |
| 5.               | Blockflöte | 2′    |
| 6.               | Mixtur IV  |       |

| II Nebenwerk C–f3 |            |    |
| 7.                | Gedackt    | 8′ |
| 8.                | Flöte      | 4′ |
| 9.                | Prinzipal  | 2′ |
| 10.               | Terzian II |    |

| Pedal C–d1 |          |     |
| 11.        | Subbaß   | 16′ |
| 12.        | Baßflöte | 8′  |
| 13.        | Quintade | 4′  |

- Koppeln: II/I, I/P
- Feste Kombinationen: mf, f

## Gemeinde
Die evangelische Kirchgemeinde gehört seit 2012 zur Propstei Stralsund im Pommerschen Evangelischen Kirchenkreis der Evangelisch-Lutherischen Kirche in Norddeutschland. Vorher gehörte sie zum Kirchenkreis Stralsund der Pommerschen Evangelischen Kirche. Das Kirchengebäude wird auch von der katholischen Gemeinde für Gottesdienste genutzt.